# Sonja Grafová
Sonja Grafová, provdaná Stevensonová (16. prosince 1908, Mnichov – 6. března 1965, New York) byla německá a později americká šachistka, jedna z nejlepších světových hráček před druhou světovou válkou. Jejím trenérem byl Siegbert Tarrasch. Po šachové olympiádě v roce 1939 zůstala na protest proti německému nacistickému režimu v Argentině, kde se roku 1947 provdala. Novomanželé se přestěhovali do Kalifornie v USA. Zemřela 6. března 1965 v New Yorku na nemoc jater.

## Tituly
Titul mezinárodní mistryně obdržela při jeho zavedení v roce 1950.

## Soutěže jednotlivkyň

### Mistrovství USA
Roku 1957 a 1964 vyhrála mistrovství USA žen a čtyřikrát také zvítězila na ženském otevřeném mistrovství USA (1955, 1956, 1957 a 1959).

### Mistrovství světa
Sehrála dva zápasy o titul mistryně světa s Věrou Menčíkovou. Nejprve prohrála v roce 1934 v Rotterdamu 1:3 (=0). Poté zvítězila roku 1936 na ženském superturnaji v Semmeringu před Claricí Beniniovou.. Vítězství v tomto turnaji ji dalo právo v roce 1937 vyzvat k zápasu o titul mistryně světa Věru Menčíkovou a rovněž v Semmeringu prohrála 2:9 (=5). Oba zápasy si organizovaly hráčky po vzoru mužů samy, zápas z roku 1937 FIDE dodatečně potvrdila. Dvakrát se zúčastnila turnaje o titul mistryně světa (roku 1937 ve Stockholmu skončila společně s Mildou Laubertovou na třetím až čtvrtém místě a roku 1939 v Buenos Aires byla druhá). Ještě se zúčastnila turnaje kandidátek mistrovství světa v roce 1955 v Moskvě, to však již končila v polovině startovního pole na děleném 10. místě.
| Rok  | Turnaj                                               | Místo        | Body | Partie | Výhry | Remízy | Prohry | Pořadí | Počet účastnic |
| ---- | ---------------------------------------------------- | ------------ | ---- | ------ | ----- | ------ | ------ | ------ | -------------- |
| 1934 | Zápas o titul s Věrou Menčíkovou                     | Rotterdam    | 1,0  | 4      | 1     | 0      | 3      | 2.     | 2              |
| 1937 | Zápas o titul s Věrou Menčíkovou                     | Semmering    | 4,5  | 16     | 2     | 5      | 9      | 2.     | 2              |
| 1937 | 6. turnaj mistrovství světa v šachu žen              | Stockholm    | 9,0  | 14     | ?     | ?      | ?      | 3.-4.  | 26             |
| 1939 | 7. turnaj mistrovství světa v šachu žen              | Buenos Aires | 16,0 | 19     | 16    | 0      | 3      | 2.     | 20             |
| 1955 | Turnaj kandidátek Mistrovství světa v šachu žen 1955 | Moskva       | 9,5  | 20     | 8     | 3      | 8      | 13.    | 20             |

### Turnaje mužů
Hrála i na turnajích mužů, například v Praze roku 1937, kde ale skončila na předposledním jedenáctém místě, zatímco zvítězil Paul Keres. Turnaje s muži hrála také během svého pobytu v Argentině za 2. světové války.
| Rok  | Turnaj             | Místo         | Body | Partie | Výhry | Remízy | Prohry | Pořadí | Medailisté                             |
| ---- | ------------------ | ------------- | ---- | ------ | ----- | ------ | ------ | ------ | -------------------------------------- |
| 1937 | Praha 1937         | Praha         | 2,5  | 11     | 2     | 1      | 8      | 11.    | 1. Keres, 2. Zinner, 3. Foltys         |
| 1939 | Buenos Aires 1939  | Buenos Aires  | 2,5  | 11     | 1     | 3      | 7      | 12.    | 1. Najdorf, 2. Keres, 3. Stahlberg     |
| 1941 | Mar del Plata 1941 | Mar del Plata | 2,5  | 17     | 0     | 5      | 12     | 18.    | 1. Stahlberg, 2. Najdorf, 3. Eliskases |
| 1942 | Mar del Plata 1942 | Mar del Plata | 3,5  | 17     | 2     | 3      | 12     | 17.    | 1. Najdorf, 2.-3. Stahlberg a Pilnik   |
| 1944 | La Plata 1944      | La Plata      | 4,5  | 16     | 4     | 1      | 11     | 16.    | 1. Najdorf, 2. Stahlberg, 3. Bolbochan |